# Samsung Galaxy C7
Samsung Galaxy C7 - Android смартфон, разработанный Samsung Electronics. Он был анонсирован в мае 2016 года и выпущен в июне того же года. Телефон имеет 32 ГБ (с возможностью расширения до 128 ГБ) внутренней памяти, 4 ГБ RAM и восьмиядерный 2,0 ГГц процессор Cortex-A53..

## Технические характеристики

### Программное обеспечение
Samsung Galaxy C7 поставляется с Android 6.0.1 Marshmallow, но с возможностью обновления до Android 7.0 Nougat.

### Аппаратное обеспечение
Samsung Galaxy C7 имеет 32 ГБ (с возможностью расширения до 128 ГБ) внутренней памяти и 4 ГБ RAM. Можно вставить карту microSD для увеличения объема памяти до 256 Гб. Задняя камера имеет разрешение 16 МП, а передняя - 8 МП. Телефон оснащен восьмиядерным процессором Cortex-A53 с тактовой частотой 2,0 ГГц и графическим процессором Adreno 506. Телефон также оснащен сканером отпечатков пальцев спереди в кнопке "домой"..